# Futbol a Veneçuela

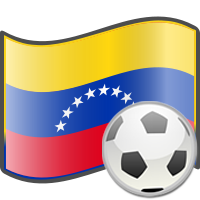

El futbol és molt popular a Veneçuela, però històricament ha estat per darrere del beisbol en popularitat. És la nació amb menys triomfs de la CONMEBOL coneguda com la ventafocs de la regió.

## Història

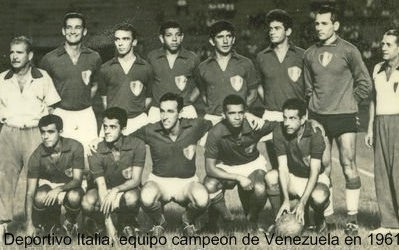
Deportivo Italia el 1961.

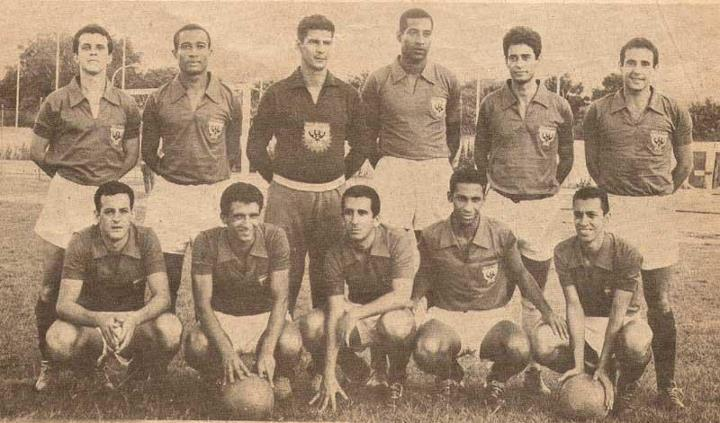
Valencia FC el 1965.

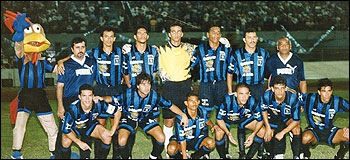
Atlético Zulia.

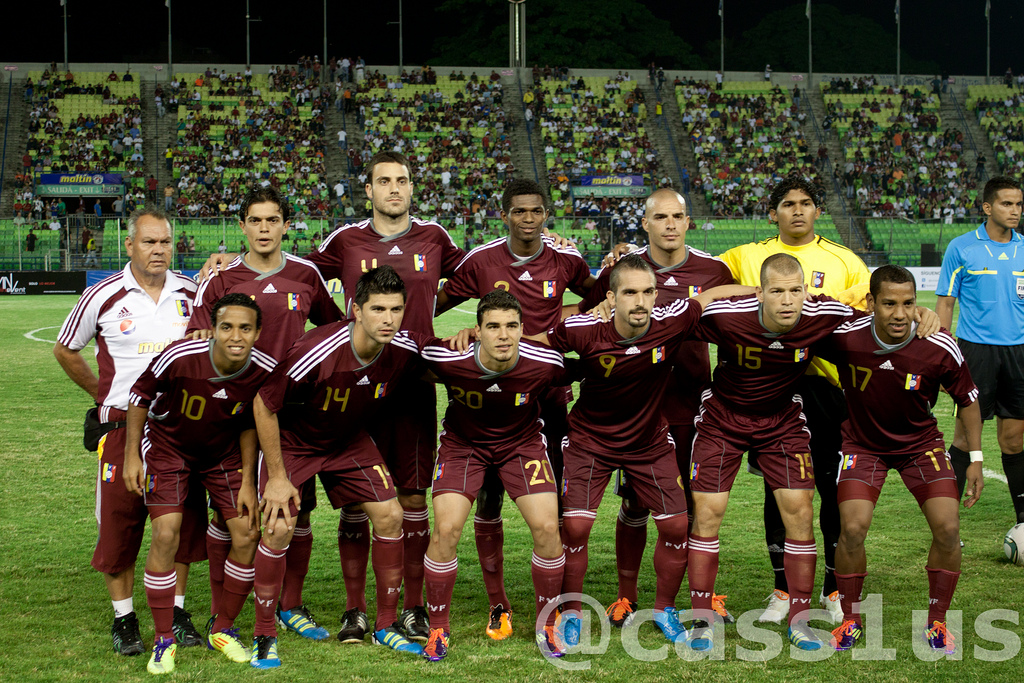
Selecció de Veneçuela el 2011.

El futbol arribà al país a les darreries del segle xix importat per immigrants europeus. Els primers clubs es fundaren a la ciutat de Caracas a partir de 1902. La temporada 1920/21 es disputà el primer campionat amb la participació dels clubs Arizona, Nacional City, Filadelfia, New Orleans, Centro Atlético, Caracas SC, Olímpico i América. El 1926 es creà la Federación Venezolana de Fútbol. No fou fins al 1957 que es disputà el primer campionat professional, amb la participació dels clubs Universidad, La Salle, Banco Obrero, Deportivo Español, Catalonia i Deportivo Vasco.
La segona divisió aparegué el 1979 i la tercera el 1999 i una quarta categoria el 2006.
La selecció nacional disputà el seu primer partit l'any 1938 i mai s'ha classificat per a una Copa del Món de futbol.

## Competicions
- Lliga:
  - Primera División
  - Segunda División
  - Tercera División
  - Liga Nacional Femenina

- Copa:
  - Copa Venezuela
  - Copa Simón Bolívar (internacional)

## Principals clubs
Clubs amb més títols de lliga (a 2018):
- Caracas Fútbol Club
- Deportivo Táchira Fútbol Club
- Deportivo Italia Fútbol Club
- Portuguesa Fútbol Club
- Deportivo Galicia Fútbol Club
- Club Deportivo Portugués
- Club Sport Marítimo de Venezuela
- Zamora Fútbol Club
- Estudiantes de Mérida Fútbol Club
- Universidad de Los Andes Fútbol Club
- Unión Atlético Maracaibo
- Asociación Civil Mineros de Guayana

## Jugadors destacats
Fonts:
Des de 1960
- Luis Mendoza Benedetto
- David Mota
- Antonio Ravelo

Des de 1970
- Fréderic Elie
- Richard Páez

Des de 1980
- Pedro Acosta
- Pedro Febles
- Carlos Fabián Maldonado

Des de 1990
- Gilberto Angelucci
- José Luis Dolgetta
- Rafael Dudamel
- Gabriel Miranda
- Ruberth Morán
- Stalin Rivas

Des de 2000
- Fernando Amorebieta
- Juan Arango
- Leopoldo Jiménez
- Giancarlo Maldonado
- Miguel Mea Vitali
- José Manuel Rey
- Jorge Alberto Rojas
- Gabriel Urdaneta
- Luis Vallenilla

Des de 2010
- Tomás Rincón
- Salomón Rondón
- Roberto Rosales
- Renny Vega
- Oswaldo Vizcarrondo

## Principals estadis

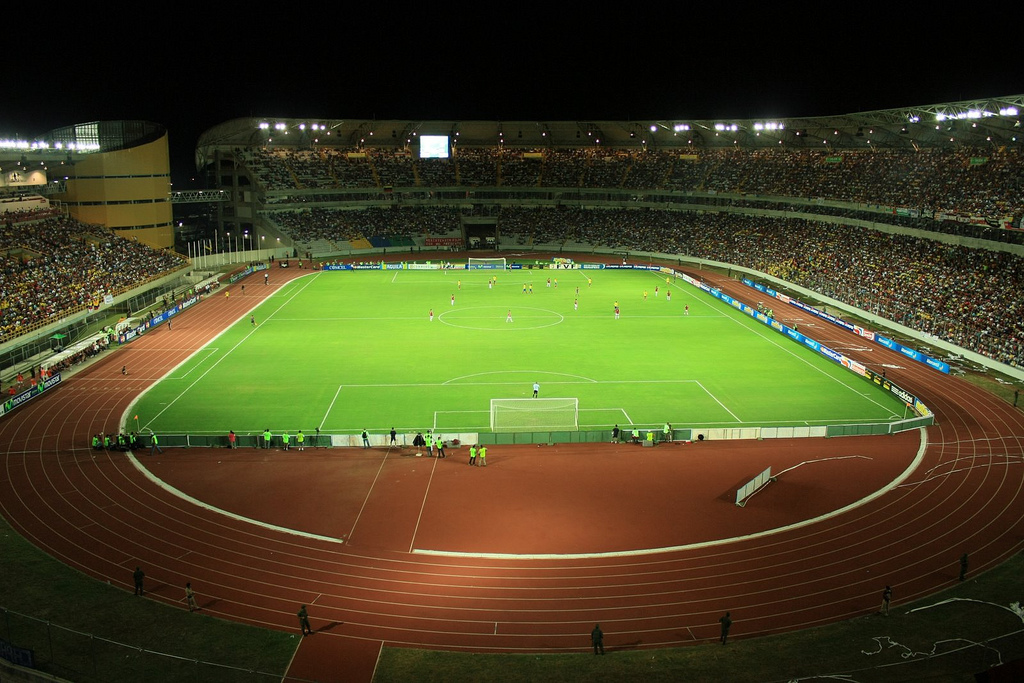
Estadio Cachamay.

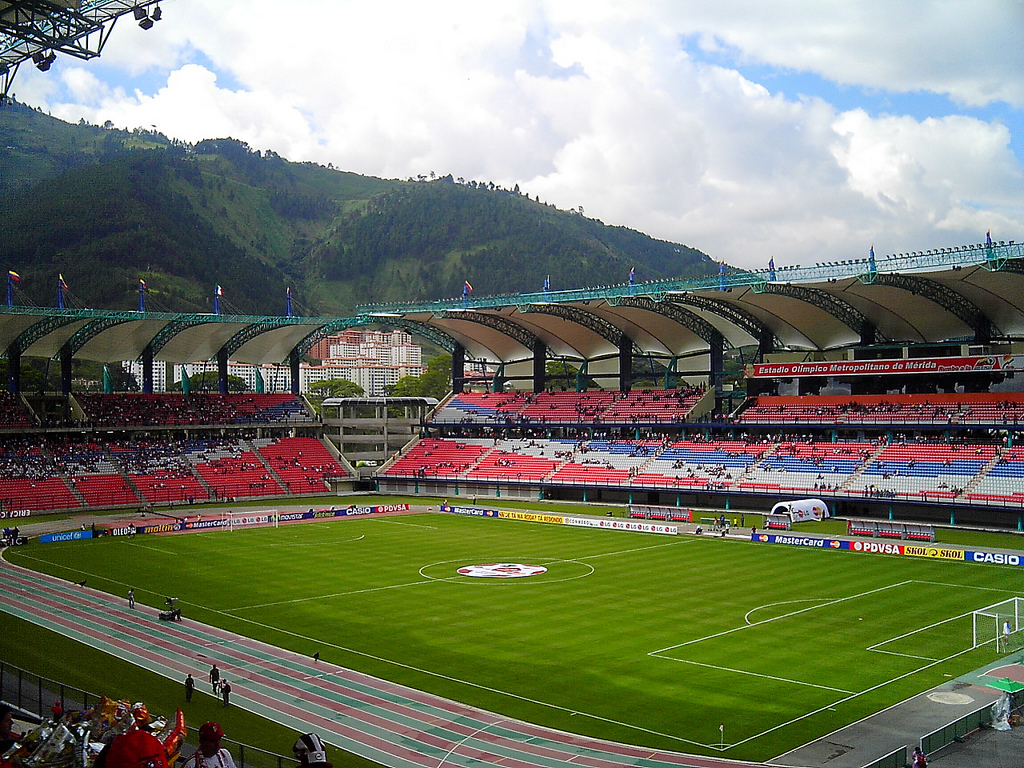
Estadio Metropolitano de Mérida.

| #  | Estadi                          | Capacitat | Ciutat         |
| -- | ------------------------------- | --------- | -------------- |
| 1  | Estadio Monumental de Maturín   | 52.796    | Maturín        |
| 2  | Estadio Metropolitano de Lara   | 47.913    | Cabudare       |
| 3  | Estadio Metropolitano de Mérida | 42.500    | Mérida         |
| 4  | Estadio Cachamay                | 41.600    | Ciudad Guayana |
| 5  | Estadio José Pachencho Romero   | 40.800    | Maracaibo      |
| 6  | Polideportivo de Pueblo Nuevo   | 38.755    | San Cristóbal  |
| 7  | Estadio José Antonio Anzoátegui | 37.485    | Puerto La Cruz |
| 8  | Estadio Agustín Tovar           | 29.800    | Barinas        |
| 9  | Estadio José Alberto Pérez      | 25.000    | Valera         |
| 10 | Estadio Olímpico de la UCV      | 24.900    | Caracas        |